# Velella (1936)
| «Велелла»                                                             | «Велелла» | «Велелла» |
| --------------------------------------------------------------------- | --- | --- |
| Velella                                                               | | |
|                                                                       | | |
| Типова схема підводних човнів типу «Арго»                             | | |
| Верф                                                                  | CRDA, Монфальконе | CRDA, Монфальконе |
| Під прапором                                                          | Королівство Італія | Королівство Італія |
| Належність                                                            | Королівські військово-морські сили Італії | Королівські військово-морські сили Італії |
| Порт приписки                                                         | Бриндізі BETASOM | Бриндізі BETASOM |
| Закладений                                                            | 31 жовтня 1931 | 31 жовтня 1931 |
| Спуск на воду                                                         | 18 грудня 1936 | 18 грудня 1936 |
| Введений до складу флоту                                              | 31 серпня 1937 | 31 серпня 1937 |
| На службі                                                             | 1937—1943 | 1937—1943 |
| Сучасний статус                                                       | 7 вересня 1943 року затоплений торпедною атакою британського ПЧ «Шекспір»                                                                         | 7 вересня 1943 року затоплений торпедною атакою британського ПЧ «Шекспір»                                                                         |
| Бойовий досвід                                                        | Друга світова війна Середземномор'я Битва за Атлантику                                                                                            | Друга світова війна Середземномор'я Битва за Атлантику                                                                                            |
| Проєкт                                                                | | |
| Тип ПЧ                                                                | прибережний підводний човен | прибережний підводний човен |
| Основні характеристики                                                | | |
| Швидкість (надводна)                                                  | 14 вузлів (26 км/год) | 14 вузлів (26 км/год) |
| Швидкість (підводна)                                                  | 8 вузлів (15 км/год) | 8 вузлів (15 км/год) |
| Робоча глибина занурення                                              | 90 м | 90 м |
| Дальність плавання                                                    | 10 186 миль (18 846 км) на швидкості 8,5 вузлів у надводному положенні 100 миль (186 км) на швидкості 3 вузли (5,6 км/год) у підводному положенні | 10 186 миль (18 846 км) на швидкості 8,5 вузлів у надводному положенні 100 миль (186 км) на швидкості 3 вузли (5,6 км/год) у підводному положенні |
| Екіпаж                                                                | 58 офіцерів та матросів | 58 офіцерів та матросів |
| Розміри                                                               | | |
| Довжина найбільша (по КВЛ)                                            | 63,15 м | 63,15 м |
| Ширина корпусу найб.                                                  | 6,93 м | 6,93 м |
| Висота                                                                | 4,46 м | 4,46 м |
| Середня осадка (по КВЛ)                                               | 4,7 м | 4,7 м |
| Водотоннажність надводна                                              | 793 тонн | 793 тонн |
| Силова установка                                                      | | |
| Дизель-електрична: 2 × дизельних двигуни FIAT 2 × електродвигуни CRDA | | |
| Гвинти                                                                | 2 | 2 |
| Потужність                                                            | 1500 к.с. (дизелі) 800 к.с. (електродвигуни) | 1500 к.с. (дизелі) 800 к.с. (електродвигуни) |
| Озброєння                                                             | | |
| Артилерія                                                             | 1 × 100-мм гармата 100/47 | 1 × 100-мм гармата 100/47 |
| Торпедно- мінне озброєння                                             | 6 × 533-мм торпедних апаратів 16 торпед | 6 × 533-мм торпедних апаратів 16 торпед |
| ППО                                                                   | 4 × 13,2-мм зенітних кулемети Breda Model 1931 | 4 × 13,2-мм зенітних кулемети Breda Model 1931 |

«Велелла» (італ. Velella) — військовий корабель, прибережний підводний човен типу «Арго» Королівських ВМС Італії за часів Другої світової війни.
«Велелла» був закладений 31 жовтня 1931 року на верфі компанії CRDA у Монфальконе. 18 грудня 1936 року він був спущений на воду, а 31 серпня 1937 року увійшов до складу Королівських ВМС Італії.

## Історія
«Велелла» був закладений CRDA на своїй верфі в Монфальконе на замовлення португальського флоту. У той період, 1920-1930-ті роки, кілька іноземних флотів замовляли підводні човни на італійських верфях. Ці два човни (іншим був «Арго») вже були на завершальній стадії будівництва, коли через фінансові труднощі Португалії довелося відмовитися від їх будівництва, й човни придбали італійці.

### Друга світова війна
На початку вступу Італійського королівства у конфлікт «Велелла» був приписаний до 14-ї ескадри 1-ї групи, що базувалася в Спеції.
У вересні 1940 року до французького Бордо на базу BETASOM почали прибувати італійські підводні човни, яких незабаром стало 27, котрі незабаром приєдналися до німецьких підводних човнів у полюванні на судноплавство союзників; поступово їхнє число збільшиться до 32. Вони зробили вагомий внесок у битву за Атлантику, попри те, що командувач підводного флоту ВМС Німеччини адмірал Карл Деніц відгукнувся про італійських підводників: «недостатньо дисципліновані» і «не в змозі залишатися спокійним перед лицем ворога».
23 липня 1943 року човен патрулював між Августою та Сіракузами, однак не отримав жодних результатів.
«Велелла» має сумний рекорд, він став останнім італійським підводним човном, втраченим у війні проти союзників: як частина «Piano Zeta», на відміну від запланованої англо-американської висадки в Калабрії чи Кампанії, він вийшов Неаполь 7 вересня 1943 року, і з того дня більше про нього нічого не було відомо.
Після війни обставини загибелі стали відомими: близько восьмої години вечора 7 вересня британський підводний човен «Шекспір», пропливаючи повз мис Пунта Лікоза, помітив дві італійські підводні човни — «Велеллу» і «Бенедетто Брін», і він випустив шість торпед: чотири влучили, спричинивши негайне затоплення субмарини з усіма членами екіпажу.